# Gnophos limosaria
Gnophos limosaria är en fjärilsart som beskrevs av Eugen Johann Christoph Esper 1806. Gnophos limosaria ingår i släktet Gnophos och familjen mätare. Inga underarter finns listade i Catalogue of Life.